# Razmik Sahakian
Razmik Sahakian, orm. Ռազմիկ Սահակյան, ros. Размик Ардеванович Саакян, Razmik Ardiewanowicz Saakian (ur. 23 czerwca 1938 w Armeńskiej SRR, zm. w XXI wieku w Armenii) – ormiański piłkarz, grający na pozycji obrońcy, trener piłkarski.

## Kariera piłkarska
Występował w Spartaku Erywań.

## Kariera trenerska
Po zakończeniu kariery piłkarza rozpoczął pracę szkoleniowca. W 1966 prowadził Polissia Żytomierz.